# Гнідич Тетяна Григорівна
Тетяна Григорівна Гнідич (рос. Гнедич Татьяна Григорьевна; 17 січня 1907, с. Куземин, Зіньківський повіт, Полтавська губернія, Російська імперія, тепер — Охтирський район, Сумська область, Україна — † 7 листопада 1976, м. Пушкін, СРСР) — російська перекладачка, поетка, педагог українського походження.

## Біографія
Народилась в дворянській родині, праправнучата племінниця російського письменника і вченого українського походження Миколи Гнідича. Батько був інспектором народних училищ.
Здобула домашню освіту.
На початку 1920 років сім'я переїхала спочатку в Москву, а потім в Одесу, Помер батько. Тетяна заробляла на проживання приватними уроками англійської мови.
В 1925 році переїхала з мамою в Ленінград. Вчилася на Вищих курсах іноземних мов, по закінченню курсів вступила на філологічний факультет Ленінградського державного університету, з якого її на деякий час виключили (за те, що ніби приховала своє походження), а потім відновили (коли довела, що її походження загально відоме). По закінченню навчання в університеті працювала літконсультантом у видавництві «Художественная литература» і в журналі «Звезда».
З 1937 навчання в аспірантурі філологічного факультету Ленінградського державного університету, захищає кандидатську дисертацію, працює викладачем англійської мови і літератури в Східному інституті Ленінграда, займається поетичними перекладами.
З початком німецько-радянської війни залишилася в блокадному Ленінграді, працює перекладачкою в 7-му відділенні політуправління Ленінградського фронту, а потім — у розвідуправлінні Балтфлота. В блокаду померла її мама.
В 1043 році демобілізувалася, працювала викладачем.
27 грудня 1944 року була заарештована, звинувачена за статтею «зрада Батьківщини», пункт 19 («нездійснений намір») — Тетяна Григорівна призналась, що вона хоче поїхати у Великій Британію («поработать»). Суд присудив їй 10 років таборів, але її слідчий виявився на диво інтелектуальним: він високо оцінив фрагменти перекладу під час слідства Тетяною Григорівною по пам'яті з англійської російською віршованого роману (поеми) Байрона «Дон Жуан», перевів Гнідич в окрему камеру, забезпечив усім необхідним для перекладу і дозволив перекладати роман Байрона до кінця.
На повний переклад поеми пішло два роки. Після цього Гнідич була етапована в табір, де відбула весь термін до кінця — 8 років. Повернулась у Ленінград в 1955 році.
Деякий час, після повернення в Ленінград, Гнідич жила (жити їй більше не було де) в кімнаті комунальної квартири в родині (4 чоловіка) Еткінда Єфима Григоровича, пізніше відомого радянського і французького філолога, дисидента. Сиділа більше часу за друкарською машинкою і передруковувала збережений нею в таборах третій екземплярі свого перекладу роману Байрона, який слідчий вручив їй після закінчення дворічної роботи.
В 1956 році Тетяну Гнідич реабілітували. Вона повністю відновила і підготувала до друку (накопичилось за 8 табірних років багато змін) переклад «Дон Жуана» Байрона. Твір було видано (1959) видавництвом «Художественная литература» стотисячним тиражем, він перевидавався ще декілька раз.
Тетяні Гнідич виділили житлову площу. Вона змогла купити все вкрай необхідне.
Після звільнення з табору Гіндич прожила ще двадцять років: викладала художній переклад в різних закладах, перекладала англійських, французьких, поетів з інших мов (Вільяма Шекспіра, Вальтера Скотта, П'єра Корнеля, Бен Джонсона, Франца Ґрільпарцера та інших).
Була прийнята до Ленінградського відділення Спілки письменників СРСР.
У співпраці з відомим російським режисером Миколою Акімовим підготувала сценічний варіант байронівського «Дон Жуана». Спектакль був поставлений на сцені  Ленінградського театру комедії й мав великий успіх (тримався на сцені декілька років).
В 1957 році Гнідич очолила семінар художнього перекладу для молодих перекладачів, який відвідували: Василь Бетакі, Георгій Бен, Ірина Комарова, Галина Усова, Володимир Васильєв, Олександр Щербаков та інші. Семінар проіснував до 1976 року.
Тетяна Гнідич все життя писала вірші, більшість з яких не публікувались. Тільки незадовго до смерті був підготовлений і пізніше надрукований збірник її творів «Етюди і сонети».
Померла Тетяна Григорівна Гнідич 7 листопада 1976 року в Пушкіні. Похована на Казанському кладовищі.
На будинку в Пушкіні, де Гнідич жила з 1969 по 1076 рік, на її честь встановили меморіальну дошку.

## Твори Тетяни Гнідич, видані окремими книгами
- Етюди. Сонети (Этюды. Сонеты / Предисловие М. Дудина. — Л. : Лениздат, 1977. — 88 с.).
- Жорстока трава (Жестокая трава / Иллюстрации Г. А. В. Траугот. — Санкт-Петербург: Агат. 2002.).
- Сторінки полону і сторінки слави (Страницы плена и страницы славы: [сборник произведений и переводов автора и воспоминаний о ней]. — СПб. : Genio loci, 2008. — 431 с., [8] л. ил. — ISBN 978-5-9900655-7-4).

## Відгуки
Лозинський Михайло Леонідович, відомий російський перекладач, поет:
| ...Це переклад поеми Байрона «Дон Жуан». Повний переклад. Повний! Октавами, прекрасними класичними октавами! Всі сімнадцять тисяч рядків. Величезний том першокласних віршів. І яка легкість, яка витонченість, свобода і точність рим, блиск дотепності, вишуканість еротичних перифраз, швидкість мови … |
Усова Галина Сергієвна, російська поетеса, перекладач
| ...Ім'я Гнедич залишилося б в історії навіть і в тому випадку, якщо б вона нічого більш не зробила. Тетяна Григорівна прославилася ще й тим, що її блискучий переклад створений в екстремальних умовах. По-російськи ці октави народжувалися не в тиші зручного робочого кабінету і не в суворій академічній обстановці наукової бібліотеки, але в похмурій одиночці так званої Шпалерки - внутрішньої в'язниці Великого дому[6]. |